# Mantidactylus ambreensis
Espèce
Statut de conservation UICN

 LC  : Préoccupation mineure
Mantidactylus ambreensis est une espèce d'amphibiens de la famille des Mantellidae.

## Répartition

Aire de répartition de Mantidactylus ambreensis.

Cette espèce est endémique de Madagascar. Elle se rencontre de 200 à 1 150 m d'altitude dans le Nord et le Nord-Ouest de l'île,.

## Description
Mantidactylus ambreensis mesure de 33 à 38 mm. Son dos est gris foncé avec parfois une ligne médiane de couleur claire. Une ligne blanche court le long de la lèvre supérieure et sur les flancs. Elle crée une démarcation nette entre la couleur du dos et celle du ventre, brun foncé tacheté de blanc au niveau de la gorge. La peau du dos est légèrement granuleuse.

## Étymologie
Son nom d'espèce, composé de ambre et du suffixe latin -ensis, « qui vit dans, qui habite », lui a été donné en référence au lieu de sa découverte, la montagne d'Ambre.

## Publication originale
- Mocquard, 1895 : Sur une collection de reptiles recueillis à Madagascar par MM. Alluaud et Belly. Bulletin de la Société Philomathique de Paris, sér. 8, vol. 7, p. 112-136 (texte intégral).